# El Tanque
El Tanque település Spanyolországban, Santa Cruz de Tenerife tartományban. El Tanque Garachico, Los Silos és Santiago del Teide községekkel határos. Lakosainak száma 2787 fő (2024).

## Népesség
A település népessége az elmúlt években az alábbi módon változott:
| Lakosok száma | 3049 | 3111 | 3045 | 3015 | 2848 | 2775 | 2650 | 2763 | 2813 | 2787 |
|               | 2001 | 2004 | 2007 | 2009 | 2012 | 2014 | 2017 | 2019 | 2022 | 2024 |